# Stupor del mondo (singolo)
Stupor del mondo è un brano di Antonella Ruggiero scritto da Davide Cavuti e pubblicato nel 2011 dall'etichetta discografica MuTeArt.
Il brano fa parte della colonna sonora originale del documentario Stupor del mondo, 2011 diretto da Tomangelo Cappelli e interpretato da Michele Placido ed Eleonora Brigliadori.

## Il disco
Il brano originale Stupor del mondo è stato interpretato dalla cantante Antonella Ruggiero è stato presentato, in anteprima, al Castello di Melfi il 21 aprile 2011, con la partecipazione dell'autore Davide Cavuti.
Al pianoforte, c'è la partecipazione di Paolo di Sabatino.
Il brano è stato utilizzato in teatro per lo spettacolo Io, Shakespeare e Pirandello, scritto e diretto dallo stesso Cavuti, con protagonista l’attore Giorgio Pasotti.
Fa parte dell’Album Vitae di Davide Cavuti. 

## Tracce
1. Stupor del mondo
2. Stupor del mondo (strumentale con archi)